# Balázs F. Attila
Balázs F. Attila (Balázs Ferenc Attila) (Marosvásárhely, 1954. január 15. –) költő, prózaíró, műfordító, szerkesztő, lap- és könyvkiadó, a budapesti AB ART Kiadó igazgatója.

## Életpályája
A ditrói Matematika-Fizika Líceumban érettségizett (1973). Ezt követően Gyulafehérváron a Római Katolikus Hittudományi Főiskolán folytatta tanulmányait, majd Bukarestben szerzett könyvtárosi és műfordítói diplomát.Tizenhárom évig a csíkszeredai Megyei Könyvtár könyvtárosa. 1990-ben Szlovákiában, Felvidéken telepedett le.1990 és 1992 között a pozsonyi Szabad Újság szerkesztője, a Szlovák Rádió magyar adásának és a pozsonyi Új Szó című napilap munkatársa, valamint a pozsonyi Madách Könyvkiadó menedzsere. 1994-ben megalapította a pozsonyi AB-ART könyvkiadót.1999 és 2001 között a Szlovákiai Magyar Írók Társaságának az elnöki tisztjét töltötte be. 1996-ban átveszi a Szőrös Kő irodalmi folyóiratot. 2010-től alapító szerkesztője a szatmárnémeti Poesis International folyóiratnak. Tagja a párizsi Európai Tudományos, Művészeti és Irodalmi Akadémiának, a Magyar Írószövetségnek, a Romániai Írók szövetségének, a Magyar PEN Clubnak, a Szlovákiai Magyar Írók Társaságának, és az Erdélyi Magyar Írók Ligájának. Első közlése 1969-ben volt a bukaresti Jóbarát folyóiratban, első verseskötete Maszkok címmel a pozsonyi Madách könyvkiadónál jelent meg 1992-ben. 

## Kötetei
- Maszkok (versek), Madách, Pozsony, 1992, Madách-nívódíj
- A macska leve (novellák), Microgramma, Pozsony, 1992
- Meztelen lovagok (versek), AB-ART, Pozsony, 2002
- Arcképcsarnok (irodalomnépszerűsítő gyűjtemény), AB-ART, Pozsony, 2003
- Szókeresztem. Ötven év – ötven vers; Lilium Aurum, Dunaszerdahely, 2005
- Casanova átváltozásai – Premeny Casanovu (kétnyelvű, magyar-szlovák prózakötet, ford. Ardamica Zorán, Plectrum, 2006)
- Kortárs román költők (ford., szerk., 2007)
- Antologia sucasnej rumunskej poezie (szerk., 2007)
- Missa bestialis, Limes, Kolozsvár, 2008
- Egy zacskó cseresznye (A kortárs román költészet antológiája). AB-ART, Pozsony, 2009
- Versek / Poezii. Kétnyelvű, magyar-román kiadás. Limes / Dellart, 2010
- Minimál (Új versek), AB-ART, 2010
- KÉK (új versek), AB-ART, 2011
- Metamorfozele lui Casanova, fordította I. Foarta, Grinta, Kolozsvár, 2011
- Minimal, fordította Thiele-Csekei Enikő és Timo Berger, Gabrielle Schaefer Verlag, Herne, 2011
- Casanova átváltozásai, (novellák) 2012, AB-ART, Pozsony, 2012
- The Scene, (versek 12 nyelven). Orient-Occident, Bukarest, 2012
- Prelomljeni hleb, (versek szerb nyelven Jolanka Kováč fordításában), Libertatea, Pančevo, 2012
- Gordiev Jazol, (versek macedón nyelven D. Dimov fordításában), Matica Skopje, 2012
- Legszebb versei, (válogatta és az utószót írta: Sűtő Csaba András); AB-ART, Pozsony, 2013
- Minimal (versek portugál nyelven José Eduardo fordításában), Editora Aty, Porto Alegre, Brazilia, 2013
- Casanova’s Metamorphoses (angolra fordította: Adrian George Sahlean), Ekstasis Editions, Vancouver, Kanada, 2013
- Cravata lui Villon, (versek Serban Foarţă román fordításában, és Gheorghe Grigurcu előszavával. Tipo Moldova 2014
- Luna pe cale de a se ȋneca, novellák Foarţă Gábos Ildiko fordításában, Nicolae Coande tanulmányával. ARC, Chisinau, 2014
- La metamorfosis de Casanova, spanyol nyelvre fordította: Rafael Soler, El Quirófano Ediciones, Columbia, 2014
- Blue / Kék, angolra fordította: Elizabeth Csicsery-Rónay, Libros Libertad, Vancouver, Kanada, 2014
- Метаморфозе Казанове, novellák szerb nyelven, Kovács Jolánka fordítása, Sremska Mitrovicá, 2015
- Missa Bestialis, Poems translated in English by Lucia Gorea, Libros Libertad, 2015
- Villon nyakkendője, Art Danubius, 2015
- Chair impassible (versek francia nyelven Pallai Károly Sándor fordításában), Éditions du Cygne, Párizs, 2016
- Pritja e përjetshme, versek albán és román nyelven, Baki Ímeri fordításában, Bukarest, 2017
- O mie de tentacule si-o franghie, románra fordította Mihók Tamás, Paralela 45, 2017
- Avqustda qar, azeri nyelvre fordította Mehmet Ismail. Edebiyyat, Baku, 2019
- ЛОВ НА ЛЕПОТУ, szerbre fordította: Kovács Jolánka, Алма, Belgrád, 2019
- XÁC THỊT VÔ CẢM, Versek vietnámi nyelven, fordította: Văn Minh Thiều, Nhà xuất bản Cygne, Hanoi, 2019
- BLUE / ZAMAWATI szuahéli nyelvre fordította: Ezra Nyakundi Mose és Christopher Okemwa, Kistrech Theatre International, 2020
- Blue Traduzione dall’inglese di Laura Garavaglia, Quaderni del Bardo Edizioni, 2020
- La metamorfosis de Casanova, novellák spanyol nyelven Rafael Soler ford., Libros del Genio Maligno,2020
- Corpo indiferente / Közömbös hús, fordította Cinzia Demi, előszót írta Tomaso Kemény, puntoacapo Editrice, 2020
- La metamorfosis di Casanova, spanyolra fordította Rafael Soler, Libros del Genio, 2020
- Újrafestett rácsok, versek, Hungarovox, Budapest, 2021
- La cravata di Villon, fordította Eliza Macadan, Di Felice Edizioni, 2021
- Albastru, fordították Ildikó és Serban Foarta, Cosmopoli, Bukarest, 2021
- Villon's tie, fordította Elizabeth Csicsery Rónai, Egyesült Államok, 2021
- Európai váróterem, összegyűjtött versek, Vámbéry, Dunaszerdahely, 2021
- Biến đổi Casanova, Hanoi, Vietnam, 2021
- Blau, fordította Ana Ördög, Dionysos, Bopard, 2022
- Lov na lepotu, fordította Kovács Jolánka, ALMA, Belgrád, 2022
- ΤΑ ΤΟΥ ΣΙΣΥΦΟΥ, fordította Manolis Aligizakis, ΟΣΤΡΙΑ ΕΚΔΟΣΕΙΣ, Athén, 2022
- Odnowione kraty, Tomasz Rudnicki fordításában, NightinGale, Varsó, 2022
- La metamorfosi de Casanova, ford. Laura Garavaglia, Quaderni del Bardo, 2022
- A rács két oldala, Hungarovox Budapest, 2023
- Das explodierte Aquarium, Windrose, Freuenkirchen, 2023
- A gravata de Villon, ford. José Eduardo Degrazia, Editora Bestiário, Brazilia, 2023
- Лов на убавина, ford. Saso Ognenovski, Macedonia, 2023
- Válogatott versek, fordította Евгений Степанов, Avantgarda Moszkva, 2024
- Villon nyakkendője, fordította: Choi Sodam, Szöul, 2024
- Casanovas Metamorphosen. Aus dem Ungarischen von Ana Ördög. POP Verlag, 2024
- Minimal, fordította Carolina Degrazia és José Eduardo Degrazia, editora Bestiário, Brazilia, 2024
- Szépségvadászat, Zsombori Erzsébet festményeivel. AB ART Kiadó, 2024
- Casanova átváltozásai  fordította Xosiyat Rustamova, Üzbegisztán, 2024
- MINIMAL, fordította Pethő Lorand. Tipo Moldova, Iasi, 2024

## Műfordításai
- Kortárs román költők, AB-ART, Pozsony, 2007
- Szabadulás a gettóból. Műfordítások a kortárs román költészetből; AB-art, Pozsony, 2008
- Varujan Vosganian: Kék sámán (Şamanul albastru), AB-ART, 2009
- Gabriel Chifu: Táblajáték (Jocul de table). Fordította Balázs F. Attila és François Bréda, AB-ART, 2009
- Mircea Petean: Anna versek (Poemele Anei), AB-ART, 2009
- Angela Baciu: Poezii / Versek, Limes/AB-ART, 2009
- Mircea Petean: Poezii / Versek, Limes, Kolozsvár, 2009
- Vasile Dan: Folyékony tükör versek, AB-ART, 2011
- Lucian Blaga: Poezii / Versek, Nemzeti Tankönyvkiadó Budapest, 2011
- Ioan Es Pop: Nem mertem kiáltani soha, AB-ART, 2012
- Robert Serban: Illatos koporsó, versek, L’Harmattan, Budapest. 2012
- Carolina Ilica: Valamivel több, versek, AB-ART, 2012
- Rade Siljan: Évszázadok, versek, AB-ART, 2012
- Rafael Soler: Visszaút / Maneras de volver, versek, (bilingv) AB-ART, 2013
- José Eduardo Degrazia: A szerelem geometriája, versek, AB-ART, 2013
- Turczi István: Strainul, versek, Europa, Craiova, 2014
- Új Dánia. 22 moldáv költő; ford. Balázs F. Attila, Csiby Károly; Parnasszus, Budapest, 2014
- Augusto Rodriguez: Örültek csókja, Versek, AB-ART, 2014
- Nedeljko Terzic: Robaj és csend, Versek, AB-ART, 2015
- Metin Cengiz: Fekete és fehér, Versek, AB-ART, 2015
- Müesser Yeniay: A rózsaszedés szertartása, Versek, AB-ART, 2015
- Nicolae Spataru: Álmatlanság Európáért, versek, AB-ART, 2015
- Kis Odüsszeia, válogatott műfordítások, Art Danubius, 2016
- Tudor Arghezi: Poezii versek , bilingv, Tg-Jiu, 2016
- Mamed Ismail: Száműzetésben, versek, AB ART, 2019
- Jeton Kelmendi: Keserű kávé, versek, AB ART 2019
- Pedro Enriquez: Késélen, versek, AB ART 2019
- Cinzia Demi: Magdolna voltam, versek, 2019
- Lulzim Tafa: Szokatlan ima, versek, AB ART, Budapest, 2019
- Kürti László: Despre frauda, versek román nyelven, Amanda Edit Verlag, Bukarest, 2019
- Dmitri Csisztiak: Tenger a kőben, versek, Parnasszus, Budapest, 2020
- A négyarcú Bajon torony, a vietnami háború költői, AB ART, 2020
- Bill Wolak: Nem szeretni veszélyes, AB ART, 2020
- Christopher Okemwa: Tisztítótűz , AB ART, 2020
- Kaiser László: Hoinari, copoi, ingeri, Grinta, Kolozsvár, 2020
- Horia Dulvac: Nem mondta senki, AB ART, 2021
- Eliza Macadan: Az idő urnájában, AB ART, 2021
- Simona Grazia Dima: Az élet rejtélye, AB ART, 2021
- Vu Thong Thai: Rózsa antik vázában, AB ART, 2021
- Tran Quang Dao: Repülés álomban, AB ART, 2021
- Coman Șova: Az élet egy vers, AB ART, 2021
- Ördög Gábor: Beat dinner, Tipo Moldova, 2021
- Zhao Lihong: Az idő nyila, AB ART, 2022
- Daniel Banulescu: Isten a kisujján tartja az egész Univerzumot, AB ART,2022
- Rodica Marian: Erdélyi sirályok, AB ART, 2022
- Aura Christi: Zord kertek, AB ART, 2022
- José Eduardo Degrazia: Halálra ítélt városok, AB ART, 2023
- Manolis Aligizakis: Zeusz második eljövetele, AB ART, 2023
- Jevgenyij Sztyepanov: Nomád életeim, AB ART, 2023
- Adrian Suciu: Értekezés a vízenjárásról, AB ART, 2023
- Gagik Davtyan: Nyílt levél, AB ART, 2023
- Tran Le Khan: A víz kezdete, AB ART 2023
- Caliopia Tocala: Vízszobrok, AB ART, 2024
- Gagik Davtyan: A fej nélküli lovas, AB ART, 2024

## Antológiákban való részvételei
- Kimaradt Szó, Kriterion Könyvkiadó, Bukarest, 1978
- Ötödik Évszak, Marosvásárhely, 1980
- Vámbéry Antológia, Lilium Aurum, Dunaszerdahely, 1999
- Vámbéry Antológia, Lilium Aurum, Dunaszerdahely, 2006
- Szlovákiai magyar szép versek, SZMÍT, Dunaszerdahely, 2006
- Szlovákiai magyar szép irodalom, SZMIT, Dunaszerdahely, 2007
- Tahle ctvrt je nase, Mezera, Prága / AB-ART, Pozsony 2008
- Szlovákiai magyar szép irodalom, SZMIT, Dunaszerdahely, 2008
- PESNIKI ČAKAJOČI NA ANGELA, APOKALIPS, Ljubljana, 2009
- Vámbéry Antológia, Lilium Aurum, Dunaszerdahely, 2009
- Vámbéry Antológia, Lilium Aurum, Dunaszerdahely, 2010
- Festival Internacional de Poesia, Granada, Nicaragua, 2010
- Szlovákiai magyar szép irodalom, SZMIT, Dunaszerdahely, 2011
- Meridian Blaga, Asociatia Blaga, Kolozsvár, 2011
- Struga, home of poetry, Sztruga, 2011
- Vámbéry Antológia, Lilium Aurum, Dunaszerdahely, 2011
- Poesys 16, Time for Poetry, Bukarest, 2012
- Vámbéry antológia 2012, Lilium Aurum, Dunaszerdahely, 2012
- INTERNATIONAL PEN MULTILINGUAL ANTHOLOGY, AB-ART, 2012
- Three Poems from Europe, Editura Pelerin, Bukarest, 2013
- AL SALIR DE LA CÁRCEL, Edifsa, Salamanca, 2013
- Szlovákiai magyar szépirodalom, SZMÍT, 2013
- Vámbéry Antológia, Lilium Aurum, 2013
- DEL TEATRO DEL SILENCIO AL PARNASSO, Tegucigalpa, Honduras, 2013
- Poems for the Hazara: A Multilingual Poetry Anthology by 125 Poets from 68 Countries, Full Page Publishing, 2014
- Antologia Festivalului Mondial de poezie Mihai Eminescu, Craiova, 2018
- Agua Dulce, Caracola, Mexikó, 2018
- Love postcards“ International Anthology of Poetry, USA, 2018
- Antologia festivalului Mihai Eminescu, Ed. Europa, 2019
- Tho', International poetry festival, Hanoi, 2019

## Díjai, elismerései
- 2020: az Európai Tudományos, Művészeti és Irodalmi Akadémia költészeti díja[1]
- 2021: Premio Internazionale Camaiore https://www.comune.camaiore.lu.it/it/arte-cultura/premio-letterario-camaiore
- A költők európai tavasza Fesztivál nagydíja, Chisinau, 2014  https://muzsa.sk/irodalom/balazs-f-attila-kapta-a-moldovai-kolteszeti-fesztival-nagydijat
- Madách nívódíj, Szlovákia, 1992
- A máramarosszigeti nemzetközi költészeti fesztivál díja, 2009
- Poesis műfordítói díj, Szatmár, 2010
- Nandaime város díszpolgára, Nicaragua, 2010
- A Román Írószövetség aradi fiókjának műfordítói díja, 2010
- Lucian Blaga nagydíj. Kolozsvár, 2011
- Lilla díj, Hévíz, 2011
- A Vancouver-i nemzetközi költészeti fesztivál díja,Kanada, 2012
- A Mihai Eminescu Akadémia műfordítói díja, Craiova, 2012
- A galaci Nemzetközi Költészeti fesztivál díja, Románia, 2014
- Európai költők tavasza fesztivál nagydíja, Chisinau, Moldávia, 2014
- Tudor Arghezi életműdíj, Tg.Jiu, 2014
- Targu Carbunesti város díszpolgára, 2014
- Tudor Arghezi műfordítói díj, Tg-Jiu, 2015
- Sirmium város diszpolgára, Szerbia, 2015
- Sirmium díj, Sremska Mitrovica, Szerbia, 2015
- Az isztambuli költészeti fesztivál díja, 2016
- Honorary Degree of Doctor of Literature, Suiyang, Kína, 2018
- World English Writer’s Union, India irodalmi díja, 2019
- A belgrádi Írótársaság Lukijan Mušicki műfordítói díja, 2019
- International prize Dardanica, Brüsszel / Prishtina, 2019
- Award of the European Academy Sciences Arts Letters, Paris, 2020
- International Award Brankovic, Smeredovo, 2020
- Napóra díj, Sremska Mitrovica, 2020
- A Szerb Királyi Tudományos és Művészeti Akadémia díja, 2020
- A Montenegrói Műfordítók Társaságának díja, 2020
- Forbáth Díj, Dunaszerdahely, 2021
- Premio Letterario Camaiore- Francesco Belluomini, Olaszország, 2021
- Szamos oklevél, Szatmárnémeti, 2021
- „KORTÁRS AZ ÖRÖKKÉVALÓSÁGGAL” - elismerés, Iasi, 2021
- AZ ÉV KÖLTŐJE DÍJ, Szöul, Korea, 2022
- SUWON KS International Literary Award, Szöul, 2023
- A vietnami írószövetség Barátság díja, 2023
- Premiul „I.E. TOROUȚIU”, Iasi, 2023,
- Radnót város díszpolgára, 2024
- AGNITIO ET GRATIA, Chisinau, 2024
- Diploma de excelenta, Avangarda, Bacau, 2024

## Tagságai
- A Magyar Írószövetség
- A Magyar PEN Club tagja
- A párizsi Európai Tudományos, Művészeti és Irodalmi Akadémia tagja
- A Magyar Művészeti Akadémia köztestületi tagja
- A kisinyovi (Moldáv Köztársaság) Tudományos és Művészeti Akadémia tiszteletbeli tagja.
- Az Erdélyi Magyar Írók Ligájának a tagja
- A Romániai Írók Szövetségének tagja
- A WPM európai koordinátora
- A Szlovákiai Magyar Írók Társaságának választmányi tagja
- A POP (Poets of the Planet) tagja